# عادل حسين (ممثل)
عادل حسين (5 أكتوبر 1963) ممثل هندي ولد مدينة جوالبارا ، وأسام ، الهند بدأ مشواره الفني عام 1999.

## روابط خارجية
- عادل حسين على موقع IMDb (الإنجليزية)
- عادل حسين على موقع ألو سيني (الفرنسية)
- عادل حسين على موقع أول موفي (الإنجليزية)
- عادل حسين على موقع قاعدة بيانات الأفلام السويدية (السويدية)
- عادل حسين على موقع قاعدة بيانات الفيلم (الإنجليزية)
- عادل حسين على موقع كينوبويسك (الروسية)